# Fate/Zero
Fate/Zero (japanisch フェイト/ゼロ, Feito/Zero) ist eine Light Novel, die von Gen Urobuchi geschrieben und von Takashi Takeuchi gezeichnet wurde. Die Reihe erschien von 2006 bis 2007 und stellt die Vorgeschichte (Prequel) zu Type-Moons Spielereihe Fate/stay night dar. Sie wurde in mehrere Medien adaptiert: von 2008 bis 2010 als Hörspiel sowie 2010 bis 2017 als Manga. Eine Adaption als Animeserie wurde 2010 bis 2012 von Studio Ufotable produziert. In der Fate-Reihe folgten nach Fate/Zero in den Jahren 2010 und 2014 Fate/stay night: Unlimited Blade Works und ab 2015 Fate/Grand Order.

## Handlung
Die Geschichte von Fate/Zero findet zehn Jahre vor den Ereignissen von Fate/stay night statt. Erzählt werden die Ereignisse des vierten Gralskriegs in der Stadt Fuyuki. Der Heilige-Grals-Krieg ist ein Wettbewerb, der von den Magierfamilien Einzbern, Matou und Tohsaka vor vielen Jahrzehnten ins Leben gerufen worden ist. Innerhalb des Kriegs beschwören sieben teilnehmende Magier jeweils einen Heldengeist, um miteinander um die Macht des Heiligen Grals zu kämpfen. Dieser stellt ein allmächtiges Objekt zur Erfüllung von Wünschen dar und soll dem aus dem Gralskrieg hervorgehenden Gewinnerduo jeweils einen Wunsch erfüllen. Nach drei vorangegangenen ergebnislosen Kämpfen um den Gral beginnt der vierte Gralskrieg.
Die Einzbernfamilie ist entschlossen, den Gral nach drei gescheiterten Versuchen um jeden Preis zu gewinnen. Zu diesem Zweck haben sie den Magierkiller Kiritsugu Emiya in ihren Dienst gestellt – trotz seiner Methoden und seines Rufs als fähiger Söldner und skrupelloser Auftragskiller, der entschlossen ist, seine Ziele mit allen ihm zur Verfügung stehenden Mitteln zu erreichen. Obwohl Kiritsugu früher einmal ein Held werden wollte, der in der Lage sein würde, jeden zu retten, hat er seine ursprünglichen Ideale längst verworfen, als er realisierte, dass die Rettung eines Menschenlebens als Preis stets ein anderes fordert. In diesem Prinzip sieht er die Ursache aller Konflikte. Im Namen der Menschheit ist er gewillt, ohne Rücksicht alles und jeden zu zerstören, der den Frieden bedroht.
Kiritsugu findet sich jedoch in einem inneren Konflikt wieder. Er ist hin- und hergerissen zwischen der Liebe für seine neue Familie – seine Frau Irisviel und ihre gemeinsame Tochter Illya – und den Pflichten, die er erfüllen muss, um den heiligen Gral zu gewinnen. Währenddessen taucht Kiritsugus schwierigster Gegner in Person des Priesters Kirei Kotomine auf, der keinerlei Erfüllung in seinem Leben finden kann und glaubt, der Kampf gegen Kiritsugu könnte die Antwort auf seine innere Leere sein.

## Charaktere

### Master
Kiritsugu Emiya (衛宮 切嗣, Emiya Kiritsugu) – (eigentlicher) Master von: Saber 
Kiritsugu ist der Hauptakteur. Er wird von vielen Magiern nur „Magierkiller“ genannt, da er in seiner Vergangenheit Magier gejagt hat und ohne Rücksicht jeden getötet hat, der ihm bei diesem Unterfangen im Weg stand. Er tritt im 4. Gralskrieg für die Familie Einzbern an und ist mit Irisviel von Einzbern liiert und hat mit ihr eine gemeinsame Tochter. Die Einzberns lassen ihn als Außenstehenden für sich kämpfen, weil er skrupellos und brutal vorgeht, außerdem soll er die letzte verlorene Magieart Heaven’s Feel finden und verwirklichen. Er selbst besitzt nicht viele magische Kräfte, nur eine sogenannte „Reality Marble“, mit der er die Zeit um sich herum und in sich selbst beeinflussen kann. Er besitzt auch eine spezielle Schusswaffe, die Projektile verschießt, die aus dem Staub von seinen zerstörten Rippen hergestellt wurden und beim Aufprall die Magiekreisläufe eines Magiers zerstören. Sein Wille, den heiligen Gral zu bekommen wurde geweckt, als er seine Ziehmutter Natalia Kaminski bei einem Flugzeugabschuss verliert, da er aber nach einiger Zeit bemerkt, dass der heilige Gral die Wünsche nur so realisieren kann, wie der Wünschende es tun würde (Beispiel: Emiya würde die Minderheit der Mehrheit opfern und so würde es der Gral tun, nur in einem größeren Ausmaß) und er bemerkt, dass der Gral von der Manifestation von Angra Mainyu zu einer Waffe umfunktioniert wurde (es würde also jeder Wunsch in einer Katastrophe für die Welt enden), wendet er sich gegen den Gral und will ihn mit Sabers Kräften zerstören. Durch die Zerstörung des Grals wird das Tor zum sogenannten greater grail, dem eigentlichen Wünsche erfüllende Gral, geöffnet und der Inhalt (reines Mana) übergießt sich über einen Großteil von Fuyuki und zerstört diesen Teil. Emiya sucht im Chaos nach Überlebenden, um diesen zu helfen, er entdeckt einen kleinen Jungen und rettet ihn aus den Trümmern. Er adoptiert Shirou und zieht ihn als seinen Adoptivsohn auf.
Kirei Kotomine (言峰 綺礼, Kotomine Kirei) – Master von: Assassin 
Kirei ist der Sohn des sogenannten Regulators Risei Kotomine und der Kirche angehörig. 3 Jahre vor dem Krieg um den heiligen Gral starb seine Frau, nun versucht er im Krieg eine Antwort für den Grund seiner empfundenen Leere zu bekommen, welche er bis zum Schluss im Kampf gegen Kiritsugu sucht. Er geht einen Pakt mit den Tohsakas ein, hat jedoch stets eigene Ziele. Er entwickelt erst im Laufe des Krieges ein Bedürfnis den heiligen Gral zu bekommen. Kiritsugu hat starke Bedenken was Kirei angeht, da Kirei anscheinend viele Magiearten erlernte, aber diese nie zu Ende geführt hat. Außerdem war Kirei Exekutor für die Kirche und hat dort Erfahrungen im Kampf gegen Magier und Manakräfte sammeln können. Nach dem Tod seines Vaters übernimmt er die unbenutzten  Befehlszauber, die aus vergangenen Gralskriegen übrig geblieben sind. Seine Ablehnung gegen Kiritsugu beruht darauf, dass er Kiritsugus Ideologie (eine Welt ohne Hass und Krieg) nicht als einfache und naive Utopie, sondern als Gefahr und Selbstzerstörung der Menschheit ansieht. Er vertritt die Meinung, die Definition der Menschheit würde auf Gewalt, Krieg und Hass beruhen und wäre darum zwanghaft an diese gebunden. Er wird augenscheinlich von Kiritsugu erschossen wacht allerdings in der Nähe von Archer wieder auf und begreift, dass der Gral ihn und Archer wiederbelebt hat. Erst im Chaos, welches der Gral hinterlassen hat, merkt er, dass es eigentlich sein Wunsch war den der Gral versucht hat in die Tat umzusetzen. Da der Gral allerdings zerstört wurde, wird nur ein Teil von Fuyuki vom greater grail zerstört. Kirei begreift, dass er auf den nächsten Gralskrieg warten muss, um erneut seinen Wunsch in Erfüllung gehen zu lassen.
Irisviel von Einzbern (アイリスフィール・フォン・アインツベルン, Airisufīru fon Aintsuberun) – Master von: Saber 
Irisviel ist die Frau von Kiritsugu. Sie ist ein Homunkulus. Da die Familie Einzbern zu den Gründerfamilien des Krieges zählt, wurde in der Familie ein Homunkulus erschaffen, der als eine Art Gefäß für den heiligen Gral bis zum Ende des Krieges dient. Wie die restliche Familie Einzbern benutzt auch sie Alchemie, welche sie für ihre heilenden Kräfte benutzt. Sie ist im Gegensatz zu Kiritsugu ein Freigeist und sehr optimistisch, weshalb sie bis zum Schluss nicht einmal an den Idealen und Wünschen Kiritsugus zweifelt. Sie selbst fühlt sich aber gegenüber Jubstacheit von Einzbern machtlos, denn dieser will auch ihre Tochter als Gralsträgerin missbrauchen. Sie versucht Illyasviel so weit wie möglich ein normales Leben zu geben, was sie aber nur noch mehr unter Druck setzt. Sie verliert selbst bei ihrer Entführung durch Kirei nicht den Glauben an das Gute und ihren Mann. Irisviel trägt in ihrem Inneren die Schwertscheide „Avalon“ von Saber mit sich.
Tokiomi Tohsaka (遠坂時臣, Tōsaka Tokiomi) – Master von: Archer 
Tokiomi ist ein sehr eitler und traditionsbewusster Magier, der sich auf die Kristallmagie spezialisiert hat. Er hat mit Kirei Kotomine einen Pakt geschlossen, um bessere Chancen im Krieg zu haben. Er ist mit Aoi Tohsaka zusammen, beide haben zwei gemeinsame Töchter, Rin Tohsaka und Sakura Matou. Sakura wird zur Adoption freigegeben, da die Magie einer Familie nur an einen Nachkommen weitergegeben werden kann. Die Familie Matou nimmt sich Sakura an und wählt sie als zukünftiges Oberhaupt der Familie Matou. Tokiomi will mit Hilfe des Grals den Ursprung von Allem ergründen und das Ansehen der Tohsaka Familie vergrößern. Er unterrichtet Rin in der Kristallmagie und bildet sie aus, um an dem nächsten Krieg um den heiligen Gral teilnehmen zu können. Er ist mit seinem Servant Archer nicht ganz zufrieden, da er ihm zu eigensinnig und stur ist.
Waver Velvet (ウェイバー・ベルベット, Ueibā Berubetto) – Master von: Rider 
Waver ist ein junger Magier, der von Kayneth El-Melloi Archibald unterrichtet wird. Er kann nicht verstehen, wieso so viele Magier eine starke konservative Haltung gegenüber ihren Traditionen haben. Er selbst stellt in seiner Familie die 3. Generation der Magier dar und wird darum von vielen ausgelacht und nicht ernst genommen. Er will den heiligen Gral, um den anderen zu beweisen, dass auch er zu so einem Sieg in der Lage ist. Waver nimmt sich einen Katalysator, der eigentlich für Kayneth Archibald bestimmt war, dieser befähigt ihn Alexander den Großen (Rider) zu beschwören. Rider und Waver führen später eine Freundschaft, obwohl ihre Charaktere komplett unterschiedlich sind.
Kayneth El-Melloi Archibald (ケイネス・エルメロイ・アーチボルト, Keinesu Erumeroi Āchiboruto) – Master von: Lancer 
Kayneth ist der Magieprofessor von Waver Velvet und macht sich ständig über dessen Fähigkeiten lustig, da er in ihm keinen starken Zauberer sieht. Er ist wie Tokiomi sehr eitel und hasst es, wenn man als Magier Traditionen bricht. Er ist mit Sola-Ui Nuada-Re Sophia-Ri verlobt, aber beide haben unterschiedliche Ansichten und wollen den heiligen Gral jeweils für sich selbst. Kayneth selbst ist mit seinem Servant Lancer nicht ganz zufrieden, da Lancer ihm zu selbstständig ist und zu stark an der „Ritterlichkeit“ festhält. Nachdem er im Kampf gegen Kiritsugu schwer verwundet wird, bringt Lancer ihn zu Sola-Ui, welche die Situation ausnutzte um die Befehlszauber von Kayneth an sich selbst zu übertragen. Nachdem Caster besiegt wurde bekommt er vom Regulator einen weiteren Befehlszauber und ermordet ihn danach, damit kein anderer Master weitere Befehlszauber bekommt.
Sola-Ui Nuada-Re Sophia-Ri (ソラウ・ヌァザレ・ソフィアリ) - (späterer) Master von: Lancer 
Sola-Ui ist die Verlobte von Kayneth El-Melloi Archibald und will ihn von Anfang an im Krieg unterstützen. Sie selbst hat wenig Erfahrung mit dem Krieg um den heiligen Gral. Durch den Fluch von Diarmuid Ua Duibhne verliebt sie sich unsterblich in ihn und will ihn ganz für sich allein haben. Lancer versucht sie von ihren Plänen abzuhalten, ihn zu ihrem Servant zu machen, da er sie nicht unmittelbar in den Krieg involvieren will. Nachdem Kayneth im Kampf gegen Kiritsugu schwer verwundet wird, nutzt sie die Gelegenheit um sich die Befehlszauber selbst zu übertragen. Sie behält Lancer allerdings nicht lange als Servant, da Maiya ihr den Arm mit den Befehlszaubern abschneidet.
Kariya Matou (間桐雁夜, Matō Kariya) – Master von: Berserker 
Kariya ist ein langjähriger Freund von Aoi Tohsaka und für deren beiden Töchter wie ein Onkel. Er selbst hat kaum bis gar keine magischen Fähigkeiten, will aber für das Wohl der von der Tohsaka Familie verstoßenen Sakura Matou, die eigentlich die 2. leibliche Tochter von Tokiomi und Aoi ist, kämpfen. Um im Krieg anzutreten, muss er über spezielle Würmer, die in seinem Körper leben, genug Mana anreichern, dies schwächt ihn bei jedem einzelnen Zauber zunehmend. Berserker ist ihm aus diesem Grund nicht lieb, da er ihm zu viel Kraft und Mana kostet und Berserker oft auf eigene Faust kämpft.
Ryuunosuke Uryuu (雨生龍之介, Uryū Ryūnosuke) – Master von: Caster 
Ryuunosuke ist ein junger Erwachsener, der eine stark ausgebildete psychische Störung hat, die ihm einen Kick bei jeder Ausübung von Gewalt gibt. Aus diesem Grund tötet und quält er massenhaft Kinder. Sein Beitritt zum Krieg ist zufällig, da er ein altes Buch mit Zaubersprüchen findet und diese laut vorliest, dadurch erkannte ihn der heilige Gral als weiteren Master an. Er ist von seinem Servant Caster fasziniert, da dieser ihm helfen will weitere Morde zu begehen. Er interessiert sich nicht für den heiligen Gral, da ihm seit Beginn des Krieges nur das Töten von Menschen wichtig ist. Im Laufe der Serie denkt Ryuunosuke immer öfter über die Bedeutung seiner Taten nach und versucht sich diese zu erklären. Als er sein eigenes Blut sieht, erkennt er, wonach er sich eigentlich die ganze Zeit gesehnt hat.

### Servants
Saber (セイバー, Seibā) – Heldengeist von: König Artus
Saber gehört zu der Klasse der Ritter und legt großen Wert auf die Ehre der Ritterschaft und verlangt dies auch von ihren Gegnern. Am Anfang will Kiritsugu sie nicht als seine Dienerin akzeptieren und so muss Saber mit Irisviel als ihrem Master auskommen. Nach einer Weile wandelt sich die Beziehung zu Kiritsugu in einem regelrechten Streit um. Kiritsugu glaubt nicht an einen gerechtfertigten gewaltsamen Tod und auch nicht an einen Kodex, der einem Krieg mehr Sinn gibt oder ihn menschlicher macht. Das sieht Saber jedoch zunächst vollkommen anders und hält vehement an der Ritterlichkeit fest. Saber will den Heiligen Gral, um ihr eigenes Reich zu retten und um die Rebellion ihrer Gefolgschaft, insbesondere den Verrat durch Mordred, rückgängig zu machen. Sie selbst benutzt das Schwert Excalibur, das gleichzeitig eines der stärksten Noble Phantasm (eine des Heldengeist speziell materialisierte Waffe) ist. Die Schwertscheide Avalon besitzt starke Heilkräfte und hilft Kiritsugu als Katalysator, um Arturia Pendragon (Saber) zu beschwören. Ihr Schwert selbst verbirgt sie immer und lässt es unsichtbar erscheinen, da sie die Länge ihrer Klinge nicht erkennbar machen will.
Archer (アーチャー, Āchā) – Heldengeist von: Gilgamesch
Archer gehört ebenfalls zu der Klasse der Ritter und pflegt ebenso gute Gewohnheiten wie Saber und Rider, allerdings versucht er diesen oft mit Zwang und Aggressionen Ausdruck zu verleihen. Er ist der einzige Halbgott in Fate/Zero und deswegen äußerst stark. Er ist ein recht schlauer, aber auch sehr sadistisch angelegter Servant. Er ist selbstverliebt und so nimmt er dem Anschein nach nur am Gralskrieg teil, da er diesen als reine Unterhaltung ansieht und ihm das Verhalten von Kirei die Nahrung dazu liefert. Er selbst sieht sich als „Der König der Helden“, da er selbst der älteste aller Helden ist. Sein Noble Phantasm besteht selbst aus vielen, da er ein Tor (genannt „das Tor zu Babylon“) zu seinen eigenen Hallen öffnen kann, wo viele heilige und magische Schwerter und andere Waffen lagern. So besitzt er viel mehr als nur ein Noble Phantasm, darunter auch das stärkste von allen, das sogenannte „Sword of Rupture“ (dt. Schwert der Entzweiung) bzw. „Ea“ (nach dem babylonischen Gott), mit der Attacke „Enuma elisch“, welches in der Lage ist ganze Welten wie zum Beispiel „Reality Marble“ zu zerstören, weshalb es auch der Kategorie Anti-World Noble Phantasm angehört. Er entwickelt im Laufe der Geschichte immer mehr positive Gefühle für Saber, da diese ihm durch ihre Verzweiflung scheinbar gut unterhalten kann.
Rider (ライダー, Raidā) – Heldengeist von: Alexander der Große
Rider pflegt genau wie Saber und Archer gutes und ehrenhaftes Benehmen. Rider ist in Fate/Zero auch unter dem Titel „König der Eroberer“ bekannt. Rider ist ein sehr besonnener, ruhiger und unerschütterlicher Ritter, der dank der Klasse Rider besonders beweglich ist und sich schnell fortbewegen kann. Für seine Fortbewegung besitzt er einen Streitwagen, mit dem er auch teleportieren und kämpfen kann. Er selbst wirkt tapferer und besonnener als sein Master und unternimmt auch viele Freizeitaktivitäten mit seinem Master. Sein Noble Phantasm ist sowohl der Streitwagen als auch seine Reality Marble, mit der er eine alternative Umgebung erzeugen kann, die den Gegner und ihn selbst in eine Wüste versetzt, wo Rider von seiner Armee unterstützt wird. Rider versucht Saber und Archer zu zeigen, was es wirklich heißt ein König zu sein, so zeigt er beiden von sich selbst aus seine Reality Marble. Er kann nicht verstehen wieso Saber ihrer Vergangenheit hinterher trauert und sie nicht nach vorne blicken will. An Gilgamesh stört ihm seine Arroganz und vor allem seine Ignoranz für sein eigenes Volk.
Lancer (ランサー, Ransā) – Heldengeist von: Diarmuid Ua Duibhne
Lancer ist der letzte Servant, der zur Ritterklasse gehört und als einziger Servant sein Noble Phantasm immer bei sich trägt und als Waffe benutzt. Lancer ist genau wie Saber ein sehr ehrenvoller Ritter und hasst es, wenn etwas Unehrenvolles geschieht oder er entgegen seinem Willen Handlungen ausführen muss, die gegen seine Ritterlichkeit bzw. Ideologie verstoßen. Dies führt öfter zu großen Spannungen zwischen seinem Master und ihm, was ihn aber nicht davon abhält sich bei jeder Gelegenheit mit Saber zu duellieren. Sola-Ui wird von Diarmuids Fluch (Liebesfluch) in den Bann gezogen und verliert ihr Herz an ihn, so dass sie Kayneth zwingt die Befehlszauber an sich zu übertragen. Lancer bemerkt das Vorhaben und versucht Sola von ihrer Idee abzubringen, trotzdem nimmt sie sich die Befehlszauber und Lancer wird ihr Servant.
Berserker (バーサーカー, Bāsākā) – Heldengeist von: Lancelot
Die Klasse des Berserkers wird immer von Heldengeistern bekleidet, welche in Rage, Selbsthass und Wahnsinn verfallen. Berserker ist darum einer der gefährlichsten Servants von allen und auch einer der stärksten. Er hat eine enorme Präzision und Reaktion, welche ihm am Anfang hilft, gegen Archers Anti-Army Noble Phantasm standzuhalten. Er wurde zum Berserker, weil ihm die Selbstlosigkeit, Naivität und Weichherzigkeit von Saber als Tafelritter in Rage versetzte und er keine Erlösung in seinen eigenen Taten fand, weil er nie von Saber gemaßregelt wurde. Deswegen kämpft er mit aller Kraft gegen Saber um Erlösung zu finden und um sein Gewissen zu bereinigen. Er kann bei Berührung jeden Gegenstand zu seinem Noble Phantasm machen, welches nur er selbst nutzen kann, und kann seine Gestalt ändern oder verhüllen. Sein wahres Noble Phantasm ist jedoch sein Schwert, Arondight.
Caster (キャスター, Kyasutā) – Heldengeist von: Gilles de Rais
Caster hat von allen Klassen die meisten Manareservern und kann sich als einzige Klasse ein eigenes geschütztes Areal aufbauen. Er selbst liebt es wie sein Master unschuldige zu töten, vorzugsweise Kinder, da er dadurch noch mehr Mana anhäufen kann. Bis zu einem bestimmten Punkt hat die Kirche nichts gegen seine Mordlust unternommen, doch als es die Sicherheit der gesamten Stadt betraf, ordnete der Regulator an, für gewisse Zeit nur noch gegen Caster zu kämpfen. Dem Sieger gegen Caster verspricht der Regulator zusätzliche Befehlszauber zu schenken. Caster verwechselt Saber mit Jeanne d’Arc, welche früher seine Kampfgefährtin war und vom Aussehen her an Saber ähnelt. Im Laufe der Geschichte wird er regelrecht besessen von ihr und der heilige Gral wird für ihn zweitrangig.
Assassin (アサシン, Asashin) – Heldengeist von: Hasan-i Sabbāh
Assassin sieht sich als der Meister aller Assassinen, da sein Heldengeist der Namensgeber dieser Klasse ist. Seine besondere Fähigkeit ist es, sich unbemerkt und vorsichtig Zutritt zu verschaffen, und er eignet sich besonders gut um seine Gegner unbemerkt zu beschatten. Dieser Hasan ist der Hasan mit den hundert Gesichtern, dessen Fähigkeit es ihm erlaubte, seinen Körper in hunderte aufzuteilen. Da seine Kräfte sich dadurch ebenfalls aufteilen, ist er aber kaum eine Gefahr für die anderen Servants. Kirei benutzt Assassin hauptsächlich um Aufklärung zu betreiben und lässt die Kirche durch ihn beschatten, obwohl diese einen neutralen Grund im Gralskrieg darstellt.

## Veröffentlichung

### Light Novels
Fate/Zero begann als eine Light-Novel-Reihe, geschrieben von Gen Urobuchi und illustriert von Takashi Takeuchi sowie als eine Zusammenarbeit von Spieleentwickler Type-Moon und Mitentwickler Nitroplus. Konzept und Charaktere entwickelte Urobuchi in Abstimmung mit Kinoko Nasu, den Schöpfer von Fate/stay night, dessen Vorgeschichte Zero bildet. Dabei lehnte sich Urobuchi eng an Nasus Vorlagen an. Dabei wurden auch einige Anpassungen am ursprünglichen Entwurf vorgenommen, um die Kontinuität mit der Geschichte von stay night zu wahren. So konnten laut dessen Kiritsugu und Saber nur dreimal miteinander sprechen. Dies wurde gelöst, indem die Figur Irisviel von Einzbern als Mittler zwischen beiden eingeführt wurde. Ins Zentrum der von Urobuchi geschriebenen Geschichte hat er die Charakterentwicklung Kirei Kotomines gestellt.
Der erste Band wurde am 29. Dezember 2006 veröffentlicht und ist. Der zweite Band erschien am 31. März 2007. Der dritte Band wurde am 27. Juli 2007 veröffentlicht. Der vierte und gleichzeitig letzte Band erschien am 29. Dezember 2007, gemeinsam mit der Soundtrack-CD Return to Zero. Seikaisha verlegte 2011 eine Neuauflage im Bunkobanformat in sechs Bänden. Eine portugiesische Übersetzung erschien bei NewPop, eine chinesische bei Sharp Point Press.

### Hörspiele
Vier CD-Boxen erschienen zwischen 2008 und 2010. Eine Soundtrack-CD mit dem Titel Return to Zero erschien am 31. Dezember 2007.

### Anime
Eine Umsetzung als 25-teilige Animeserie wurde von Studio Ufotable produziert. Regie führte Ei Aoki und die Drehbücher schrieben Akihiro Yoshida, Akira Hiyama, Kazuharu Sato und Takumi Miyajima. Die künstlerische Leitung lag bei Koji Eto und die Charakterdesigns entwarfen Atsushi Ikariya und Tomonori Sudō. Für die Kameraführung war Yuichi Terao verantwortlich, für den Ton Yoshikazu Iwanami. Es handelte sich um die dritte Animeproduktion innerhalb der Fate-Reihe, folgend auf Fate/stay night und den 2010 erschienenen Film Fate/stay night: Unlimited Blade Works, die jeweils von Studio Deen produziert wurden.
Die erste Staffel wurde vom 2. Oktober bis zum 25. Dezember 2011 mitternachts (und damit am vorigen Fernsehtag) ausgestrahlt. Die zweite Staffel lief vom 8. April bis zum 24. Juni 2012 mitternachts. Die Ausstrahlung erfolgte bei den Regionalsendern Gunma TV, MBS, Tochigi TV, Tokyo MX, Aichi TV und TV Saitama sowie mit einigen Tagen Versatz auf weiteren Sendern. Fate/Zero wurde auf Nico Nico Douga weltweit gleichzeitig, untertitelt in acht verschiedenen Sprachen, ausgestrahlt: auf Koreanisch, Chinesisch, Englisch, Französisch, Deutsch, Italienisch und Spanisch. Zudem begann ab 8. Oktober 2011 Crunchyroll mit dem Streaming einer englisch untertitelten Fassung.
Die Serie wurde in Nordamerika von Aniplex of America lizenziert, dazu wurde eine englische Synchronfassung produziert. In Deutschland sicherte sich Peppermint Anime die Rechte an Fate/Zero. Die Serie ist als DVD- oder Blu-Ray-Fassung in vier Teilen erhältlich, diese beinhalten auch eine deutsche Synchronfassung.

#### Synchronisation
Die deutsche Synchronisation wurde bei Metz-Neun Synchron angefertigt.
| Rolle                       | japanische Stimme (Seiyū) | deutsche Stimme      |
| --------------------------- | ------------------------- | -------------------- |
| Kiritsugu Emiya             | Rikiya Koyama             | Michael-Che Koch     |
| Kirei Kotomine              | Jōji Nakata               | Tobias Brecklinghaus |
| Irisviel von Einzbern       | Sayaka Ohara              | Antje von der Ahe    |
| Tokiomi Tohsaka             | Sho Hayami                | Mario Hassert        |
| Waver Velvet                | Daisuke Namikawa          | Patrick Keller       |
| Kayneth El-Melloi Archibald | Takumi Yamazaki           | Gilles Karolyi       |
| Sola-Ui Nuada-Re Sophia-Ri  | Megumi Toyoguchi          | Katrin Laksberg      |
| Kariya Matou                | Tarusuke Shingaki         | Phil Daub            |
| Ryuunosuke Uryuu            | Akira Ishida              | Markus Haase         |
| Saber                       | Ayako Kawasumi            | Iris R. Hassenzahl   |
| Archer                      | Tomokazu Seki             | René Dawn-Claude     |
| Rider                       | Akio Ōtsuka               | Ingo Albrecht        |
| Lancer                      | Hikaru Midorikawa         | Peter Lehn           |
| Berserker                   | Ryotaro Okiayu            | Matthias Keller      |
| Caster                      | Satoshi Tsuruoka          | Fritz Rott           |
| Assassin                    | Sachie Abe                |                      |

#### Musik
Die Musik der Serie wurde komponiert von Yuki Kajiura. Das Vorspannlied für die erste Hälfte ist Oath Sign von LiSA, das Abspannlied ist Memoria von Aoi Eir. Für die zweite Hälfte ist das Vorspannlied To the Beginning von Kalafina. Für die Folgen 18 und 19 kam kein Vorspann zum Einsatz. Das Abspannlied ist Sora wa Takaku Kaze wa Utau (空は高く風は歌う) von Luna Haruna. Für die Episoden 18 und 19 ist Manten (満天) von Kalafina das Abspannlied, für die 25 wieder To the Beginning.

### Manga
Gemeinsam mit der Animeproduktion startete auch eine Manga-Adaptation von Fate/Zero, die ab der Ausgabe 2/2011 vom 29. Dezember 2010 im Magazin Young Ace des Verlags Kadokawa Shoten erschien und im Juni 2017 abgeschlossen wurde. Der Manga wurde von Shinjirō gezeichnet und auch in 14 Sammelbänden herausgegeben. Eine deutsche Übersetzung erscheint seit Februar 2020 bei Tokyopop. Auf Englisch erschien er bei Dark Horse Comics, auf Italienisch bei Edizioni Star Comics, auf Französisch bei Ototo und auf Chinesisch bei Kadokawa Taiwan.
Eine zweite Umsetzung als Manga erschien von 2011 bis 2012 im Magazin Asuka beim gleichen Verlag. Geschaffen wurde die Serie mit dem Titel Fate/Zero Kuro von Mendori. Später erschien eine Zusammenfassung in einem Band.
Ein weiterer Manga erschien von August 2012 bis September 2014 im Newtype unter dem Titel Fate/Zero Café. Zu dem Comedy-Yonkoma im Super-Deformed-Stil kam 2013 auch ein Anime-Film heraus, der zusammen mit der 3D-Version von the Garden of sinners Film 1 – Thanatos. uraufgeführt wurde.

### Weiteres
Ein Artbook mit Konzeptzeichnungen mit dem Titel Fate/Zero Material erschien am 8. August 2008. Das Buch, das von Type-Moon veröffentlicht wurde, enthält eine Sammlung von veröffentlichten und zu Werbezwecken erstellten Zeichnungen zur Light-Novel, Figurenprofile und eine Übersicht zum Verlauf der Geschichte. Zwei Videospieladaptionen, Fate/Zero The Adventure und Fate/Zero Next Encounter, erschienen in Japan.

## Rezeption
Von der Manga-Fassung konnten die Bände 4 bis 7 Platzierungen in den japanischen Manga-Charts erreichen, mit bis zu 37.000 verkauften Exemplaren in den ersten beiden Wochen nach Veröffentlichung.
Die Geschichte warte mit „einer komplexen Figurenkonstellation“ auf, so die AnimaniA über die Anime-Serie. Das entstehende „spannungsgeladene Beziehungsgeflecht entlädt sich in spektakulären Duellen mit CGI-gestützen Magieattacken, die von der Komponistin Yuki Kajiura mit orchestraler Wucht unterlegt werden“. Auch die deutsche Lokalisation sei technisch gelungen. „Wer auf düstere Fantasy-Action steht, sollte sich Fate/Zero nicht entgehen lassen“.